# Хајнсвил (Џорџија)
Хајнсвил (енгл. Hinesville) град је у америчкој савезној држави Џорџија. По попису становништва из 2010. у њему је живело 33.437 становника.

## Демографија
Према попису становништва из 2010. у граду је живело 33.437 становника, што је 3.045 (10,0%) становника више него 2000. године.
| Група             | 2000.          | 2010.          |
| Белци             | 11.796 (38,8%) | 11.701 (35,0%) |
| Афроамериканци    | 13.992 (46,0%) | 15.859 (47,4%) |
| Азијати           | 688 (2,3%)     | 877 (2,6%)     |
| Хиспаноамериканци | 2.769 (9,1%)   | 3.843 (11,5%)  |
| Укупно            | 30.392         | 33.437         |